# Lingua asumboa
L’asumboa (o asumbuo o asubuo) è una lingua in via d'estinzione, parlata ormai solo da una decina di locutori nel villaggio di Asumbuo, sull'isola d'Utupua (Provincia di Temotu), sull'arcipelago delle Salomone.
la lingua sta scomparendo perché ha sofferto, del processo di deriva linguistica verso l'Amba, che ormai viene utilizzato da tutti gli abitanti dell'isola. Molti parlano anche il Tanibili.

## Nome
La lingua è localmente denominata [asuᵐbuo] (con prenasalizzazione), nome trascritto come Asubuo nell'ortografia locale.
L'ortografia asumboa, spesso utilizzata (anche da Ethnologue.com e in questa voce), è da considerarsi errata.